# Alberto Garlini
Alberto Garlini, né en 1969 à Parme, est un écrivain italien.

## Biographie
Directeur du festival littéraire Pordenonelegge.it, il a publié des œuvres de poésie et de prose, dont certaines sont traduites en France et aux Pays-Bas.

## Œuvres

### Poésie
- (it) Le cose che dico adesso, 2001.

### Romans
- (it) Una timida santità, 2002.
- Un sacrifice italien, Christian Bourgois, 2008 ((it) Fútbol Bailado, 2004), trad. Vincent Raynaud, 574 p.  (ISBN 978-2-267-01953-7).
- (it) Tutto il mondo ha voglia di ballare, 2007.
- Venise est une fête, Christian Bourgois, 2010 ((it) Le cose che conosco, 2008), trad. Vincent Raynaud, 252 p.  (ISBN 978-2-267-02071-7).
- Les Noirs et les Rouges, Gallimard, coll. « Du monde entier », 2014 ((it) La legge dell’odio, 2012), trad. Vincent Raynaud, 688 p.  (ISBN 978-2-07-013913-2)Réédition, Gallimard, coll. « Folio policier » no 820, 2017.